# Radio Panamericana
Radio Panamericana es una emisora de radio peruana propiedad del Grupo Panamericana de Radios. Su programación musical está centrada en géneros de música tropical latinoamericana, pop latino y baladas. Inicio transmisiones el 1 de diciembre de 1953.
Su estación cabecera es OBZ-4D, la cual transmite en la frecuencia 101.1 MHz de la banda FM de Lima. Emite por satélite a nivel nacional a través de estaciones repetidoras.

## Historia
El 4 de julio de 1953, empiezan las transmisiones a modo de prueba. El 1 de diciembre de 1953, a las 7:00 a. m., la radio fue lanzada oficialmente, con el anuncio del locutor Humberto Martínez Morosini al narrar el primer identificador de la radio. Durante los primeros meses, la emisora emitía doce minutos de música seguido de una pausa comercial de tres anuncios. Además, también ofrecía boletines informativos denominados Informaciones de Radio Panamericana, los cuales duraban cinco minutos de duración al final de cada hora.
El 1 de marzo de 1954, empezó a transmitir el programa El panamericano, bajo la dirección de Raúl Deustua y auspiciado por la aerolínea Panagra. El redactor del bloque fue el entonces joven escritor Mario Vargas Llosa, mientras que Humberto Martínez Morosini y Ernesto García Calderón presentaban el espacio. El programa usaba como identificación una marcha de caballería francesa del siglo XVIII compuesta por Davide Buhl llamada La victoria es nuestra. Mario Vargas Llosa, por su parte, contó en 1977 sus propias experiencias vividas en Radio Panamericana en la novela La tía Julia y el escribidor:

Radio Panamericana ocupaba el segundo piso y la azotea de un edificio flamante, y tenía, en su personal, ambiciones y programación [...] Se pasaba mucha música, abundante jazz y rock y una pizca de clásica, sus ondas eran las que primero difundían en Lima los últimos éxitos de Nueva York y de Europa, pero tampoco desdeñaban la música latinoamericana, siempre que tuviera un mínimo de sofisticación, la nacional era permitida con cautela y solo a nivel de vals
Mario Vargas Llosa, 1977.

Uno de los hitos fue la elaboración de un programa concursó que contó un presupuesto de 54 mil soles.
En 1967, Radio Panamericana adquirió equipos para transmitir en la banda FM en estéreo. Dos años después, en 1969, la estación comenzó oficialmente sus emisiones en la frecuencia modulada (FM). 
En 1971, la familia Delgado abre la estación Radio Panamericana en La Paz, Bolivia, como parte de la expansión de la radio.

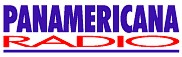
Anterior logo de Radio Panamericana (1990-2007)

En 1981, es inaugurada la primera filial de Radio Panamericana en el interior del país, en la ciudad de Chiclayo, y marca el inicio de la expansión hacia la cobertura nacional. 
En 1990, la radio comenzó a emitirse vía satélite con cobertura en toda Sudamérica y empieza a transmitir géneros diversos, como el pop, rock, baladas, temas latinos, tropicales, salsa, y otros ritmos de moda.
Históricamente, Radio Panamericana generó varias modas musicales a nivel nacional con la música que emitía. Varios artistas internacionales, como Menudo, Soda Stereo, Magneto, Locomía, Indochine, Servando y Florentino y Jerry Rivera se han hecho famosos en el Perú debido a la cobertura que la emisora daba a sus composiciones.
En 1997, la estación cambia su programación basada en el pop y rock a ser exclusivamente de música latina, baladas y salsa, además que contó espacios alquilados en la madrugada. Entre 2007 y 2008, la emisora empezó a transmitir cumbia peruana. Desde el año 2010, comienza a transmitir otros géneros como bachata y latín pop. En 2017, empezó a transmitir también reggaeton. En 2020, dejó de emitir reggaeton solo manteniendo el latín pop. Sin embargo, la salsa sigue siendo el género principal de la emisora y lo mejor de las baladas en la noche.

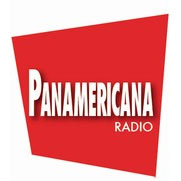
Anterior logo de Radio Panamericana (2007-2022)

Según CPI, en 2020, cuenta con 2.89 millones de escuchas a la semana.
El 2 de diciembre de 2022, la emisora debido a los 69 años de vida de la radio decide renovar su logotipo a uno más moderno cambiando su imagen, después de 16 años.
El 1ro de diciembre del 2023, Radio Panamericana cumplió 70 años al aire.
Desde enero de 2025, Radio Panamericana empezó a emitir cumbia genero que también transmitía de 2008  a 2010.

## La más más(1976-1989)
Es una tabla de posiciones de canciones populares. Esta clasificación nació en 1976 y se presentaba como espectáculo en vivo anualmente. Provino de la entonces directora Raquel Delgado Parker.
Se solían presentar los videoclips más populares de la época en pantalla gigante y a color, a través de votaciones por los oyentes de la estación, en ese entonces, la más popular. La primera presentación fue en el Cine Pacífico de Miraflores en 1978. Posteriormente, se llevó a cabo en el Campo de Marte (entre 1979 y 1983), el Coliseo Amauta, la Plaza de Acho y las principales ciudades del país.
Mediante esta clasificación, Panamericana transmitió canciones de Survivor, The Bee Gees, The Police, Rod Stewart, Queen, Foreigner, Toto, Dire Straits, Michael Jackson, Madonna, entre otros artistas.
El 4 de noviembre de 1989, se realizó la última presentación de La más más en el Teatro Auditorio Amauta.
Ranking HIstorico De Cada Año La Más Más (1976 - 2001)
| Año  | Canción                               | Intérprete                      |
| ---- | ------------------------------------- | ------------------------------- |
| 1976 | " Si me dejas no vale "               | Julio Iglesias                  |
| 1977 | " I Just Want to Be Your Everything " | Andy Gibb                       |
| 1978 | " How Deep Is Your Love "             | Bee Gees                        |
| 1979 | " Don't Stop til' You Get Enough "    | Michael Jackson                 |
| 1980 | " Sailing "                           | Christopher Cross               |
| 1981 | " Woman "                             | John Lennon                     |
| 1982 | " Ebony and Ivory "                   | Paul Mc Cartney & Stevie Wonder |
| 1983 | " Maniac "                            | Michael Sembello                |
| 1984 | " Footloose "                         | Kenny Loggins                   |
| 1985 | " Money for Nothing "                 | Dire Straits                    |
| 1986 | " Mix - Soda " (Vita-Set)             | Soda Stereo                     |
| 1987 | " Al asalto " (Live Au Zénith)        | Indochine                       |
| 1988 | " Cuando la cama me da vueltas "      | Arena Hash                      |
| 1989 | " Love Shack "                        | B-52's                          |
| 1990 | " Step by Step "                      | New kids on the block           |
| 1991 | " Locovox "                           | Locomia                         |
| 1992 | " No podrás "                         | Christian Castro                |
| 1993 | " El meneíto "                        | Natusha                         |
| 1994 | " La gota fría "                      | Carlos Vives                    |
| 1995 | " Parte de éste juego "               | Gianmarco                       |
| 1996 | " Carreteras mojadas "                | Christian Meier                 |
| 1997 | " Arrepentida "                       | Adolescent's Orquesta           |
| 1998 | " Procura "                           | Chichi Peralta                  |
| 1999 | " La vida es un carnaval "            | Celia Cruz                      |
| 2000 | " Siqui Siqui "                       | Euforia                         |
| 2001 | " La Mayonesa "                       | Chocolate 2000                  |

## Conciertos
En la década de 1980, Radio Panamericana organizó una serie de conciertos en donde tocaron Soda Stereo (1986 y 1987) e Indochine (1988).
En los años noventa, presentó también grandes eventos: en 1995 Alejandro Sanz visitaba el Perú por primera vez en el Festival de la Canción Ecológica. Y, en el verano de 1997, el Rock Beach tenía como estelar a El Tri de México, llevando a más de cien mil personas a la playa el Silencio.
Para el 2003, celebrando 50 años de transmisión, se realiza un gran concierto en Lima con Rubén Blades, quien regresa al Perú después de 17 años.

## Eslóganes
- 1977-1980: El mejor sonido de la FM
- 1980-1985: Por supuesto
- 1985-1990: La radio láser
- 1990-2007: ¡Con todo!
- 2007-2018; 2018-presente: ¡Lo que el Perú quiere escuchar!
- 2018: ¡Alegra tu vida!

## Cobertura
| Departamento       | Ciudad           | Emisora FM/AM     |
| ------------------ | ---------------- | ----------------- |
| Lima Metropolitana | Lima             | 101.1 FM y 960 AM |
| Lima Metropolitana | Chaclacayo       | 89.3 FM           |
| Amazonas           | Chachapoyas      | 96.7 FM           |
| Amazonas           | Bagua            | 95.5 FM           |
| Ancash             | Huaraz           | 99.9 FM           |
| Ancash             | Chimbote         | 101.1 FM          |
| Apurimac           | Abancay          | 107.3 FM          |
| Apurimac           | Andahuaylas      | 102.1 FM          |
| Arequipa           | Arequipa         | 101.1 FM          |
| Arequipa           | Camaná           | 104.5 FM          |
| Arequipa           | Mollendo         | 96.3 FM           |
| Arequipa           | Aplao            | 104.3 FM          |
| Arequipa           | Atico            | 107.7 FM          |
| Ayacucho           | Huamanga         | 100.1 FM          |
| Ayacucho           | Puquio           | 89.1 FM           |
| Cajamarca          | Cajamarca        | 98.5 FM           |
| Cajamarca          | Celendín         | 101.1 FM          |
| Cajamarca          | Chota            | 97.5 FM           |
| Cajamarca          | Cutervo          | 101.7 FM          |
| Cajamarca          | Jaén             | 90.1 FM           |
| Cusco              | Cusco            | 102.7 FM          |
| Cusco              | Quillabamba      | 101.3 FM          |
| Cusco              | Sicuani          | 101.1 FM          |
| Cusco              | Urubamba         | 96.3 FM           |
| Huancavelica       | Huancavelica     | 100.3 FM          |
| Huánuco            | Huánuco          | 107.7 FM          |
| Huánuco            | Tingo María      | 101.1 FM          |
| Huánuco            | Aucayacu         | 96.3 FM           |
| Ica                | Ica              | 97.9 FM           |
| Ica                | Chincha          | 106.3 FM          |
| Ica                | Nazca            | 102.3 FM          |
| Ica                | Pisco            | 98.9 FM           |
| Junín              | Huancayo         | 101.3 FM          |
| Junín              | La Merced        | 100.9 FM          |
| Junín              | La Oroya         | 102.5 FM          |
| Junín              | Tarma            | 100.9 FM          |
| La Libertad        | Trujillo         | 101.1 FM          |
| La Libertad        | Chepén           | 101.7 FM          |
| La Libertad        | Huamachuco       | 102.3 FM          |
| La Libertad        | Pacasmayo        | 90.9 FM           |
| Lambayeque         | Chiclayo         | 101.1 FM          |
| Lima Región        | Asia             | 88.5 FM           |
| Lima Región        | Barranca         | 103.3 FM          |
| Lima Región        | Cañete           | 102.3 FM          |
| Lima Región        | Huaura           | 91.5 FM           |
| Lima Región        | Huaral           | 102.9 FM          |
| Loreto             | Iquitos          | 99.7 FM           |
| Madre De Dios      | Puerto Maldonado | 102.1 FM          |
| Moquegua           | Moquegua         | 103.7 FM          |
| Moquegua           | Ilo              | 103.5 FM          |
| Pasco              | Cerro de Pasco   | 96.9 FM           |
| Piura              | Piura            | 101.1 FM          |
| Piura              | Paita            | 98.3 FM           |
| Piura              | Chulucanas       | 101.5 FM          |
| Piura              | Sullana          | 98.3 FM           |
| Piura              | Talara           | 97.3 FM           |
| Puno               | Puno             | 102.9 FM          |
| Puno               | Azángaro         | 90.1 FM           |
| Puno               | Juliaca          | 102.1 FM          |
| San Martín         | Moyobamba        | 88.9 FM           |
| San Martín         | Tarapoto         | 104.7 FM          |
| Tacna              | Tacna            | 101.1 FM          |
| Tumbes             | Tumbes           | 101.3 FM          |
| Ucayali            | Pucallpa         | 100.7 FM          |